# Islam Grčki
Islam Grčki (in italiano Islam Greco, desueto) è un insediamento della Croazia appartenente al comune di Bencovazzo.